# Historia de la teoría molecular
En Química, la historia de la teoría molecular traza los orígenes del concepto o idea de la existencia de enlaces químicos fuertes entre dos o más átomos
El concepto moderno de las moléculas se remonta a los filósofos griegos precientíficos como Leucipo quien argumentó que todo el universo está compuesto de átomos y huecos. Alrededor del 450 a. C., Empédocles imaginó a los elementos fundamentales (fuego, tierra, aire y agua) y las "fuerzas" de atracción y repulsión que permiten las interacciones entre ellos. Antes de esto, Heráclito propuso que el fuego o cambio era fundamental para la existencia humana, creada a través de la combinación de propiedades opuestas. En los Diálogos de Timeo; Platón, siguiendo a Pitágoras, consideró a las entidades matemáticas tales como números, el punto, la línea y el triángulo como los bloques fundamentales en la construcción del mundo; y a los cuatro elementos fundamentales (fuego, aire, agua y tierra) como los estados de sustancias a través de los cuales los principios matemáticos pasarían. Un quinto elemento, la quintaesencia incorruptible, Éter,(Que hoy en día sabemos que no existe) fue considerado como el bloque fundamental de la composición de los cuerpos celestes. El punto de vista de Leucipo y Empédocles, junto con el éter, fue aceptado por Aristóteles y pasó a la Europa medieval y renacentista. Una conceptualización moderna de las moléculas comenzó a desarrollarse en el siglo XIX junto con evidencia experimental para los elementos químicos puros y cómo los átomos individuales de diferentes sustancias químicas tales como hidrógeno y oxígeno pueden combinarse para formar moléculas químicamente estables, tal como la molécula del agua.

## sigloXVII
Las ideas más tempranas acerca de las formas y conectividad de los átomos fue la propuesta por Leucipo, Demócrito y Epicuro, quienes pensaron que la solidez de un material correspondían con la forma de los átomos que los componían. De tal forma, los átomos de hierro son sólidos y fuertes con ganchos que los reunían en un sólido; los átomos de agua son suaves y resbalosos; los átomos de sal, por su sabor, son puntiagudos; los átomos de aire son ligeros y pervasivos en todos los demás materiales. Demócrito fue el principal propositor de esta idea. Usando analogías basadas en las experiencias de los sentidos, dio una impresión o imagen de un átomo en el que los átomos se distinguían el uno del otro por su forma, tamaño y el arreglo de sus partes. Más aún, las conexiones fueron explicadas por vínculos materiales en los cuales los átomos individuales tenían acoplamientos: algunos tenían ganchos y otros con bolas y sockets

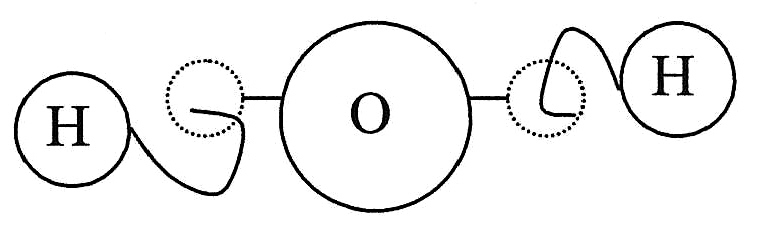
A water molecule as Descartes' hook-and-eye model might have represented it. Note that at the time (c.1625) the composition of water was not known.

Con el auge del Cristianismo y la caída del Imperio Romano, la teoría atómica fue abandonada por caso dos milenios en favor de las distintas teorías de los cuatro elementos y algunas teorías alquímicas. El siglo XVII, sin embargo, tuvo un renacimiento en la teoría atómica principalmente a través de las obras de René Descartes, Pierre Gassendi e Isaac Newton. Basándose en las antiguas teorías atómicas griegas para explicar cómo las más pequeñas partículas de materia se unían, Descartes visualizó que los átomos se mantenían unidos con ganchos microscópicos. Él sostenía que dos átomos se combinaban cuando el gancho de uno se quedaba atrapado en el ojo de otro (véase diagrama):
En la mitad de la década de 1770, se creía generalmente que cualquier teoría que involucraba partículas con ganchos físicos era considerada "química Cartesiana". De forma similar, Gassendi, quien había escrito recientemente un libro acerca de la vida de Epicuro, razonó que al tomar en cuenta el tamaño y forma de los átomos moviéndose en el vacío se podían explicar las propiedades de la materia. El calor se debía a átomos pequeños y redondos; el frío se debía a átomos piramidales con puntas agudas, lo cual explicaba la sensación punzante del frío severo; los sólidos se mantenían juntos al entrelazar ganchos
Newton, a pesar de reconocer las teorías de unión atómica del tiempo tales como los "átomos enganchados", "átomos engomados" (cuerpos en reposo) y la teoría de "unión por movimientos conspiratorios"; creyó en su lugar que las partículas se atraían entre sí mediante alguna fuerza, la cual "en contacto inmediato es extremadamente fuerte, en distancias cortas realiza las operaciones químicas y alcanza no más allá de las partículas con algún efecto sensible".
De forma más concreta, el concepto de agregados o unidades de átomos unidos, "moléculas", tiene sus orígenes en la hipótesis de Robert Boyle de 1661, en su famoso tratado The Sceptical Chymist ("El químico escéptico") que establece que la materia se compone de clústeres de partículas y que el cambio químico resulta de un reacomodo de dichos clústeres. Boyle argumentó que los elementos b+asicos de la materia consistían en varias formas y tamaños de partículas, llamados "corpúsculos", que eran capaces de acomodarse a sí mismos en grupos.
En 1680, usando como base la teoría corpuscular, el químico francés Nicolas Lemery estipuló que la acidez de una sustancia consistía en sus partículas con punta, mientras que los álcalis poseían poros de distintos tamaños. Una molécula, de acuerdo a esta teoría, consistía de corpúsculos unidos a través de uniones geométricas de puntas y poros.

## sigloXVIII

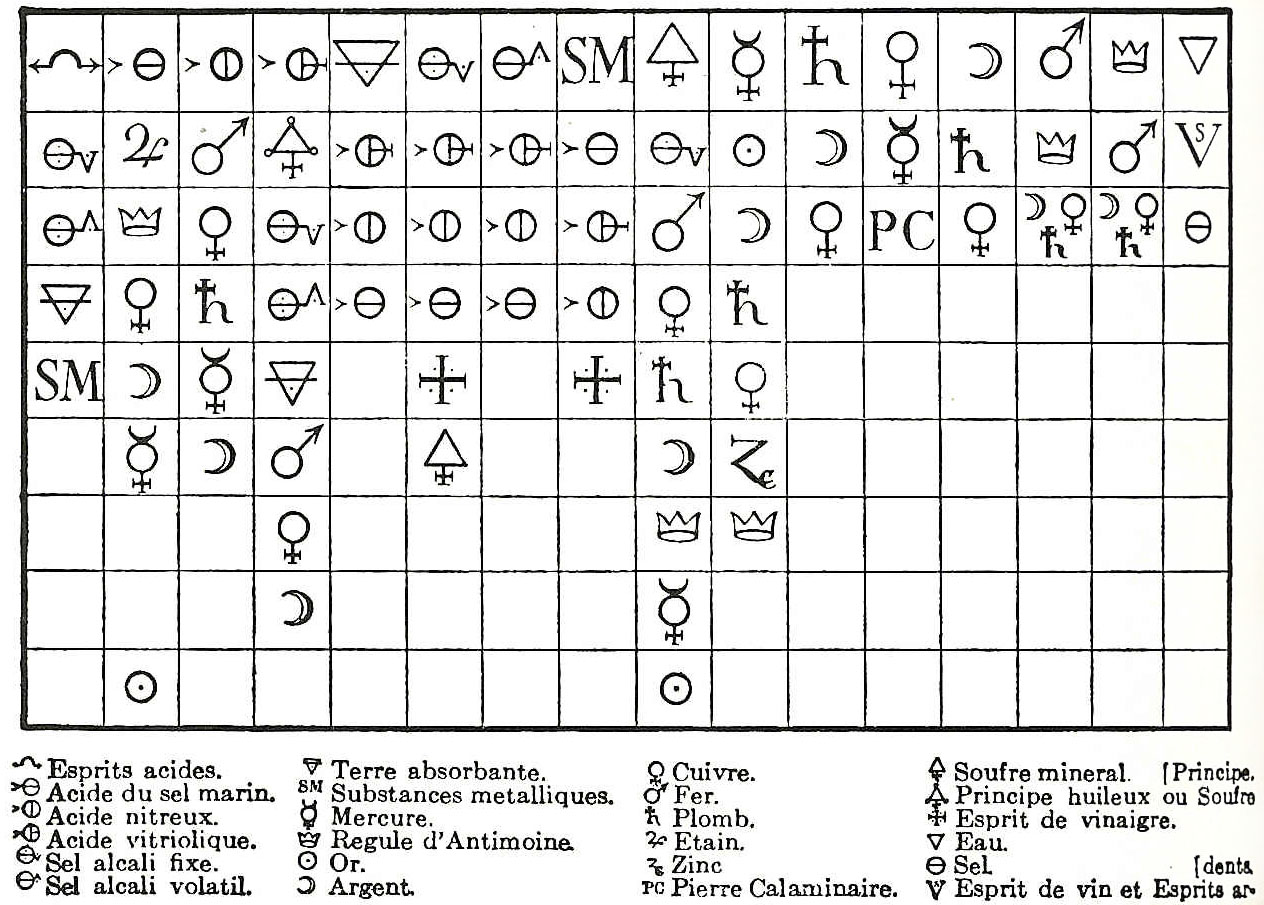
La Tabla de afinidades de Étienne François Geoffroy de 1718: en el encabezado de una columna está una sustancia con la cual todas las sustancias bajo ella pueden combinarse.

Un precursor temprano de la idea de "combinaciones de átomos" enlazados fue la teoría de "combinación a través de afinidad química". En 1718, por ejemplo, a partir de la concepción de Boyle de combinaciones de clústeres, el químico francés Étienne François Geoffroy desarrolló teorías de afinidad química para explicar las combinaciones de partículas, bajo la idea de que cierta "fuerza" alquímica atrae y une a ciertos componentes alquímicos. Geoffroy es conocido por sus "cuadros de afinidades" (tables des rapports), los cuales presentó a la Academia Francesa en 1718 y 1720.
Éstos eran listas, preparadas al conjuntar observaciones en las acciones de ciertas sustancias entre sí, mostrando los grados de afinidad demostrados por cuerpos análogos para distintos reactivos. Estas tablas mantuvieron su vigencia por el resto del siglo, hasta que fueron desplazadas por las concepciones más profundas que introdujo C. L. Berthollet.
En 1738, el físico y matemático suizo Daniel Bernoulli publicó Hydrodinamica, en la cual estableció las bases para la teoría cinética de los gases. En esta obra, Bernoulli posicionó el argumento, usado aún hoy en día, de que los gases consisten de un gran número de moléculas moviéndose en todas las direcciones, que su impacto en una superficie causa la presión que uno puede sentir y que lo que percibimos como calor es simplemente la energía cinética de su movimiento. La teoría no fue aceptada inmediatamente, en parte porque la conservación de energía aún no se había establecido y no era obvio para los físicos cómo las colisiones entre moléculas podrían ser perfectamente elásticas.
En 1789, William Higgins publicó su punto de vista en lo que llamaba las combinaciones de las partículas "últimas", lo cual sentó las bases para el concepto de enlaces de valencia. Por ejemplo, de acuerdo a Higgins, si la fuerza entre la última partícula de oxígeno y la última partícula del nitrógeno fuera de 6, entonces la magnitud de dicha fuerza se dividiría equitativamente, e igual con otras combinaciones de partículas últimas:

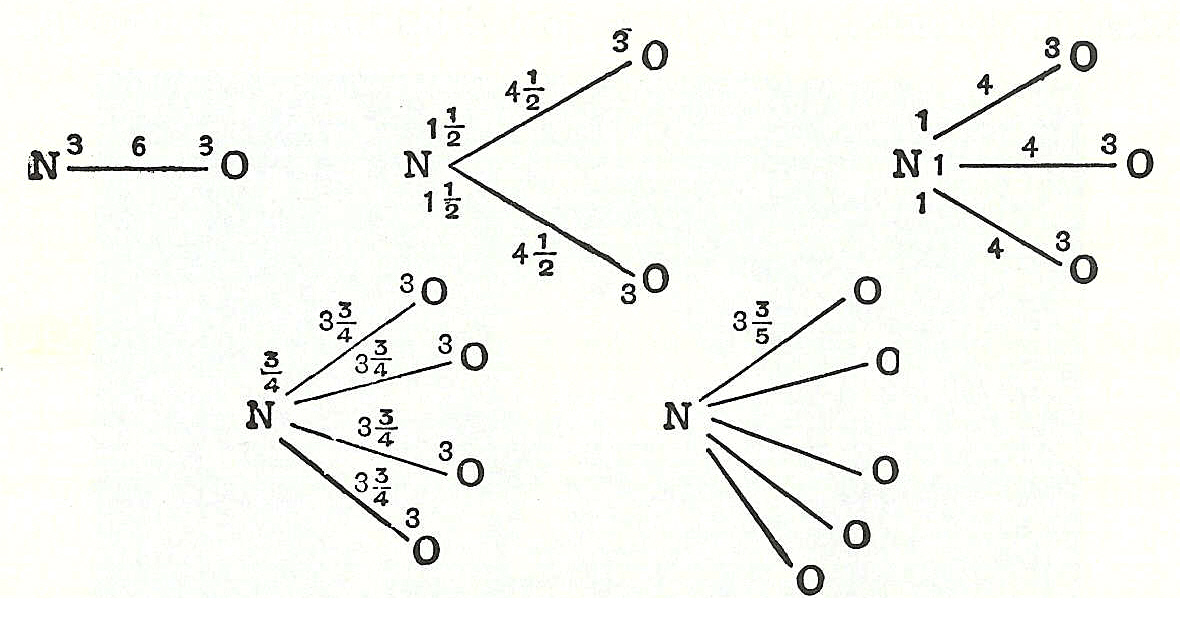
William Higgins' combinations of ultimate particles (1789)

## sigloXIX

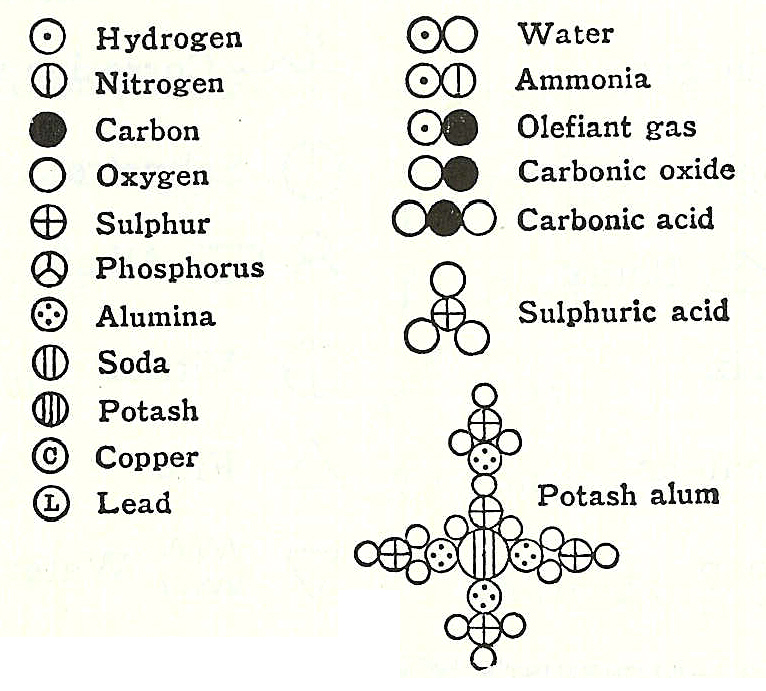
John Dalton's union of atoms combined in ratios (1808)

De forma similar a éstas ideas, en 1803 John Dalton usó el peso atómico del hidrógeno, el elemento más ligero, como unidad y determinó, por ejemplo, que el radio para el Anhidro nitroso es de 2 a 3, lo cual da la fórmula N2O3. Curiosamente, Dalton imaginó incorrectamente que los átomos se "enganchaban" entre sí para formar moléculas. Más tarde, en 1808m Dalton publicó su famoso diagrama de "átomos" combinados:
En la obra famosa de Amedeo Avogadro de 1811, "Ensayo acerca de la determinación de masas relativas de moléculas elementales de los cuerpos", él establece esencialmente, de acuerdo con la obra de Partington, Breve historia de la Química, que:

Las partículas más pequeñas de los gases no necesariamente son átomos simples, sino que están hechos de un número particular de estos átomos unidos por atracción para formar una sola molécula.

Nótese que ésta no es una traducción literal. Avogadro usa el término "molécula" tanto para átomos como para moléxulas. Específicamente, él usa el término "molécula elemental" cuando se refiere a átomos y, para complicar más el asunto, se refiere también a "moléculas compuestas" y "moléculas complejas".
Durante su estadía en Vercelli, Avogadro escribió una nota concisa (memoria) en la cual declaró la hipótesis de lo que hoy en día se conoce como la Ley de Avogadro: Volúmenes iguales de gases, a temperatura y presión constantes, contienen el mismo número de moléculas. Esta ley implica que la relación entre las masas de volúmenes iguales de gases distintos en la misma temperatura y presión, corresponde a la relación entre sus pesos moleculares respectivos. De tal forma, las masas moleculares relativas podían ser calculadas a partir de las masas de muestras de gas.
Avogadro desarrolló esta hipótesis para reconociliar la Ley de Gay-Lussac de 1808 con la teoría atómica de Dalton de 1803. La dificultad más grande que tuvo que resolver Avogadro fue la confusión que existía en ese momento acerca de los átomos y las moléculas. Una de las contribuciones más importantes de la obra de Avogadro fue distinguir claramente una de la otra, admitiendo que las partículas simples también podían estar compuestas de moléculas y que éstas a su vez están compuestas de átomos. Dalton, por su parte, no consideró esta posibilidad. Curiosamente, Avogadro considera sólo a las moléculas que contienen números pares de átomos; él no dice por qué se deja fuera de la teoría a los números impares.
En 1826, continuando el trabajo de Avogadro, el químico francés Jean-Baptiste Dumas escribe:

Los gases en circunstancias similares están compuestas de moléculas o átomos dispuestos a la misma distancia, lo cuial es lo mismo que decir que contienen el mismo número en el mismo volumen.

En coordinación con estos conceptos, el químico francés Marc antoin Auguste Gaudin presentó en 1833 una cuenta clara de la hipótesis de Avogadro, acerca de las masas atómicas, haciendo uso de "diagramas de volumen", que muestran claramente ambas geometrías moleculares semi-correctas, tal como una molécula lineal de agua, y fórmulas moleculares correctas, tales como H2O:

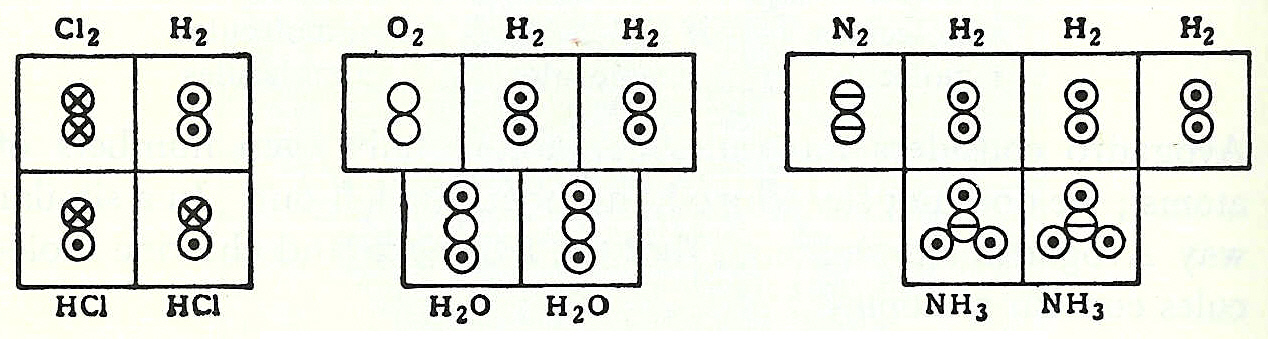
Marc Antoine Auguste Gaudin's volume diagrams of molecules in the gas phase (1833)

En 1856, el químico escocés Archibald Couper comenzó a investigar acerca de la bromuración del benceno en el laboratorio de Charles Wurtz en París. Un mes después de la aparición del segundo artículo de Kekulé, la teoría de estructura molecular independiente y muy parecida a la de Couper fue publicada. Él ofreció una idea muy concreta de la estructura molecular, proponiendo que los átomos se unían entre sí como Tinkertoys en estructuras específicas tridimensionales. Couper fue el primero en usar líneas entre los átomos, en conjunción con el método ya usado de usar corchetes, para representar enlaces; también postuló cadenas rectas de átomos como la estructura de algunas moléculas, y estructuras de anillo para otras como el ácido tartárico y el ácido cianúrico. En publicaciones posteriores, los enlaces de Couper se representaron usando líneas rectas punteadas (aunque no se sabe si esto fue la preferencia del typesetter como con el alcohol y el ácido oxálico mostrados a continuación:

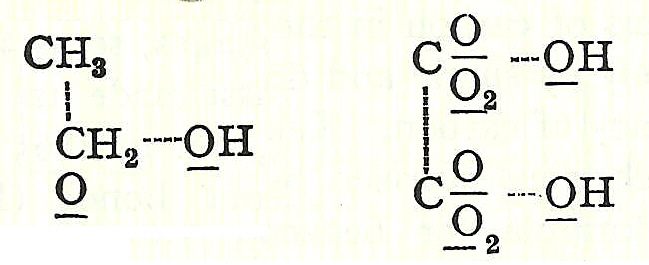
Estructuras moleculares de Archibald Couper para el alcohol y el ácido oxálico usando símbolos elementales para los átomos y líneas para los enlaces (1858)

En 1861, un maestro desconocido de Viena llamado Joseph Loschmidt publicó, pagando con su propio dinero, un libro pequeño titulado Chemische Studien I, que contenía imágenes moleculares pioneras que mostraban tanto las estructuras "anilladas" como estructuras con dobles enlaces, tales como:

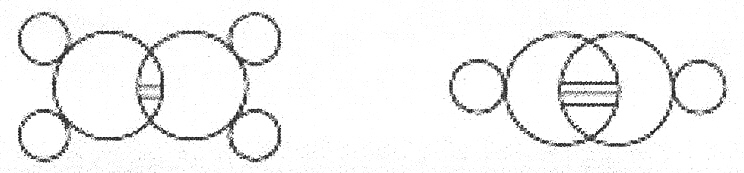
Dibujos de las moléculas del etileno, H_{2}C=CH_{2} y acetileno HC=CH, por Joseph Loschmidt (1861)

Loschmidt también sugirió una posible fórmula para el benceno, pero dejó la cuestión abierta. La primera propuesta de la estructura moderna del benceno fue creada por Kekulé, en 1865. La naturaleza cíclica del benceno fue confirmada por la cristalógrafa Kathleen Lonsdale. El benceno presenta un problema especial ya que para poder tomar en cuenta todos los enlaces, deben haber enlaces dobles alternando con enlaces sencillos:

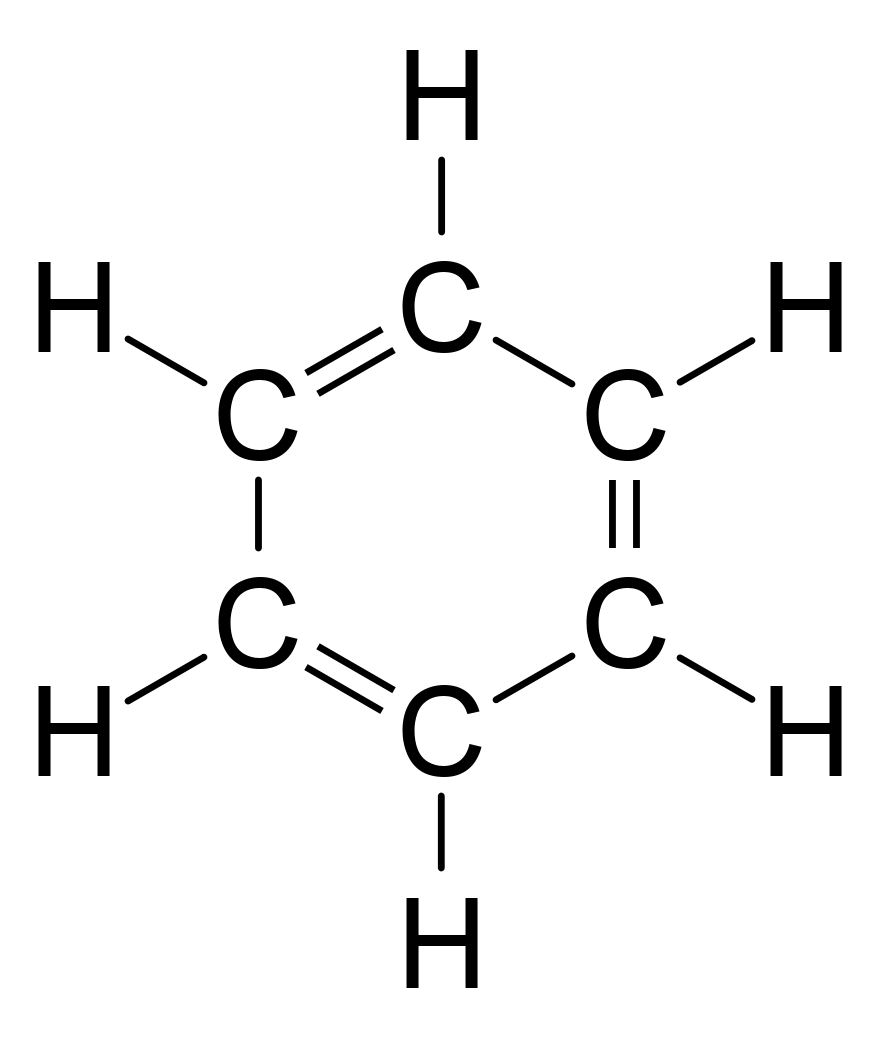
Molécula de Benceno con Enlaces dobles alternativos

En 1865, el químico alemán August Wilhelm von Hoffmann fue el primero en hacer modelos moleculares de "esferas y palos", que usó en los cursos que impartía en la Real Institución de Gran Bretaña, como el modelo del metano mostrado a continuación:

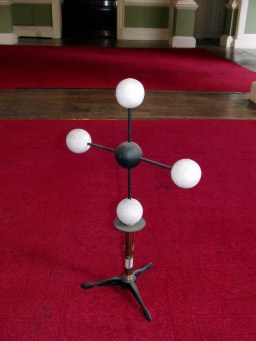
Modelo de palos y esferas de la molécula del metano CH_{4} según Hofmann (1865).

El fundamento de este modelo siguió a la sugerencia anterior de 1885 de su colega William Odling de que el carbono es tetravalente. La paleta de colores de Hoffman aún se usa hoy en día: nitrógeno = azul; oxígeno = rojo; cloro = verde; azufre = amarillo; hidrógeno = blanco. Las deficiencias del modelo de Hofmann fueron esencialmente geométricas: la enlazamiento del carbono fue mostrado como plano y no tetraédrico y los átomos estaban fuera de proporción (el carbono era más pequeño que el hidrógeno).
En 1864, el químico orgánico escocés Alexander Crum Brown comenzó a dibujar imágenes de moléculas en las cuales anotaba los símbolos de los átomos en círculos y usaba líneas quebradas para conectar los átomos en una forma que satisficiera la valencia de cada átomo.
El año 1873 fue, por muchas razones, un punto importante en la historia del desarrollo del concepto de "molécula". En este año, el renombrado físico escocés James Clerk Maxwell publicó su famoso artículo de trece páginas, 'Moléculas' en el número de septiembre de la revista Nature. En la primera sección del artículo, Maxwell escribe:

Un átomo es un cuerpo que no puede ser partido en dos; una molécula es la la porción más pequeña posible de una sustancia en particular